# Wahlkreis Aberconwy (House of Commons)
Aberconwy war ein  Wahlkreis für die Unterhauswahl zum britischen Parlament.
Der Wahlkreis wurde anlässlich der Unterhauswahl 2010 auf Beschluss der Welsh Boundary Commission an Stelle des vorherigen Wahlkreises Conwy eingerichtet. Dieselben Wahlkreisgrenzen gelten seit der Wahl von 2017 für das Walisische Parlament auch für den Parlamentswahlkreis Aberconwy.

## Geografie des Wahlkreises
Der Wahlkreis beruht im Wesentlichen auf den Gegebenheiten des vorherigen Wahlkreises  Conwy. Er umfasst  Llandudno, Conwy Town und Vororte wie Deganwy und Penrhyn Bay, des Weiteren das Conwy Valley. Der andere Hauptbestandteil des früheren Wahlkreises Conwy, Bangor, wurde dem neuen Wahlkreis Arfon  zugeschlagen.
Die Stimmbezirke, die zum Wahlkreis Conwy gehörten und nun zum Wahlkreis Aberconwy gehören, sind:
- Betws-y-Coed, Bryn, Caerhun, Capelulo, Crwst, Conwy, Craig Y Don, Deganwy, Eglwysbach, Gogarth, Gower, Llansanffraid Glan Conwy, Marl, Mostyn, Pandy, Pant Yr Afon/Penmaenan, Penrhyn, Pensarn, Trefriw, Tudno and Uwch Conwy.

## Die Abgeordneten des Wahlkreises
| Wahl | Abgeordneter | Partei       |
| ---- | ------------ | ------------ |
| 2010 | Guto Bebb    | Conservative |
| 2019 | Guto Bebb    | Independent  |
| 2019 | Robin Millar | Conservative |

## Die Wahlen zum Unterhaus

### Die Wahlergebnisse der 2010er  Jahre
| Unterhauswahl 2017: Aberconwy |                                |                                |         |      |                      |
| Partei                        | Partei                         | Kandidat                       | Stimmen | %    | ±                    |
|                               | Conservative                   | Guto Bebb                      | 14,337  | 44.6 | +3.1 Stimmenzuwachs  |
|                               | Labour                         | Emily Owen                     | 13,702  | 42.6 | +14.4 Stimmenzuwachs |
|                               | Plaid Cymru                    | Wyn Elis Jones                 | 3,170   | 9.9  | −1,9 Verlust         |
|                               | Liberaldemokraten              | Sarah Lesiter-Burgess          | 941     | 2.9  | −1,7 Verlust         |
| Wahlbeteiligung               | Wahlbeteiligung                | Wahlbeteiligung                | 32,150  | 71.0 | +4.8 Steigerung      |
|                               | Von den Konservativen gehalten | Von den Konservativen gehalten | Swing   | −5.7 |                      |

| Unterhauswahl 2015: Aberconwy |                                |                                |         |              |               |
| Partei                        | Partei                         | Kandidat                       | Stimmen | %            | ±             |
|                               | Conservative Party             | Guto Bebb                      | 12,513  | 41.5         | +5.7 Zuwachs  |
|                               | Labour                         | Mary Wimbury                   | 8,514   | 28.2         | +3.8 Zuwachs  |
|                               | Plaid Cymru                    | Dafydd Meurig                  | 3,536   | 11.7         | −6,1 Verlust  |
|                               | UKIP                           | Andrew Haigh                   | 3,467   | 11.5         | +9.4 Zuwachs  |
|                               | Liberaldemokraten              | Victor Babu                    | 1,391   | 4.6          | −14,7 Abnahme |
|                               | Grüne                          | Petra Haig                     | 727     | 2.4          | N/A           |
| Wahlbeteiligung               | Wahlbeteiligung                | Wahlbeteiligung                | 30,148  | 66.2         | −1,0 Abnahme  |
|                               | von den Konservativen gehalten | von den Konservativen gehalten | Swing   | +1.0 Zunahme |               |

| Unterhauswahl 2010: Aberconwy |                                                 |                    |         |      |     |
| Partei                        | Partei                                          | Kandidat           | Stimmen | %    | ±   |
|                               | Welsh Conservative Party                        | Guto Bebb          | 10,734  | 35.8 | N/A |
|                               | Labour                                          | Ronnie Hughes      | 7,336   | 24.5 | N/A |
|                               | Liberal Democrats                               | Mike Priestley     | 5,786   | 19.3 | N/A |
|                               | Plaid Cymru                                     | Phil Edwards       | 5,341   | 17.8 | N/A |
|                               | UKIP                                            | Mike Wieteska      | 632     | 2.1  | N/A |
|                               | Christian Party                                 | Louise Wynne Jones | 137     | 0.5  | N/A |
| Wahlbeteiligung               | Wahlbeteiligung                                 | Wahlbeteiligung    | 29,966  | 67.2 | N/A |
|                               | Von den Konservativen erobert (neuer Wahlkreis) |                    |         |      |     |